# Dariusz Chruściński
Dariusz Hilary Chruściński (ur. 14 grudnia 1963) – polski fizyk, profesor nauk fizycznych; specjalizuje się w fizyce matematycznej i teoretycznej; profesor zwyczajny Instytutu Fizyki Wydziału Fizyki, Astronomii i Informatyki Stosowanej Uniwersytetu Mikołaja Kopernika.

## Życiorys
Stopień doktorski uzyskał w 1993 na podstawie pracy pt. Konstrukcja samozgodnej klasycznej teorii oddziaływania pola elektro-magnetycznego i naładowanych cząstek (promotorem był prof. Jerzy Juliusz Kijowski).
Habilitował się w 2001 na podstawie oceny dorobku naukowego i publikacji Elektrodynamika z samooddziaływaniem i jej uogólnienie w teorii p-form. Pracuje jako profesor zwyczajny i kierownik w Zakładzie Fizyki Matematycznej Instytutu Fizyki UMK w Toruniu. Tytuł naukowy profesora nauk fizycznych został mu nadany w 2013.
Swoje prace publikował m.in. w „Annals of Physics", „Communications in Mathematical Physics" oraz w „Physical Review A".
Jego żoną jest Alicja Chruścińska, która również jest profesorem fizyki na toruńskim UMK.